# Гедж, Надав
Надав Гедж (ивр. נדב גדג׳‎, род. 2 ноября 1998 года, Париж, Франция) — израильский певец, представитель Израиля на конкурсе песни Евровидение 2015. Надав является победителем второго сезона шоу HaKokhav HaBa (Восходящая звезда: Израиль).

## Музыкальная карьера
После победы в HaKokhav HaBa Надав был выбран представителем Израиля на Евровидении 2015 с песней «Golden Boy» («Золотой мальчик»). Надав успешно выступил в полуфинале, занял третье место и вышел в финал. В финале Надав занял 9-е место с 97 баллами.

### Синглы
| "Golden Boy"                                                | 2015 | 1  | 14 | 36 | 178 | 45 | 54 | 54 | 169 | Nadav Guedj |
| "Good Vibes"                                                | 2015 | 1  | —  | —  | —   | —  | —  | —  | —   | Nadav Guedj |
| "Jump"                                                      | 2015 | 3  | —  | —  | —   | —  | —  | —  | —   | Nadav Guedj |
| "Make You Mine"                                             | 2016 | —  | —  | —  | —   | —  | —  | —  | —   | Nadav Guedj |
| "Hold The City"                                             | 2016 | —  | —  | —  | —   | —  | —  | —  | —   | Nadav Guedj |
| "Elle M'rend Fou"                                           | 2016 | 7  | —  | —  | —   | —  | —  | —  | —   | Nadav Guedj |
| "Ulay Nedaber"                                              | 2017 | 3  | —  | —  | —   | —  | —  | —  | —   | TBA         |
| "Ma At Omeret"                                              | 2018 | 2  | —  | —  | —   | —  | —  | —  | —   | TBA         |
| "38 Ma'alot"                                                | 2019 | —  | —  | —  | —   | —  | —  | —  | —   | TBA         |
| "Lirkod"                                                    | 2019 | 10 | —  | —  | —   | —  | —  | —  | —   | TBA         |
| "Tnu Li Daka"                                               | 2020 | 19 | —  | —  | —   | —  | —  | —  | —   | TBA         |
| "—" denotes release that did not chart or was not released. |      |    |    |    |     |    |    |    |     |             |